# Fonds de promotion des exportations et des investissements de l'Azerbaïdjan
Le Fonds azerbaïdjanais de promotion des exportations et des investissements (l'AZPROMO) est une entreprise publique-privée conjointe créée par le ministère de l'Économie de l'Azerbaïdjan en 2003. Le chef de la Fondation est Yusif Abdullayev. Il est également vice-président de l'Association mondiale des agences de promotion des investissements, ainsi que directeur régional pour l'Asie centrale.

## Objectifs et tâches
Le principal objectif du Fonds est de promouvoir le développement de l'économie du pays en attirant les investissements étrangers et en encourageant les exportations vers la région non pétrolière.

## Activité
Actuellement, AZPROMO dispose de bureaux internationaux dans un certain nombre de pays européens: Italie, Géorgie, Autriche, ainsi qu'en Chine.
Sur la scène internationale, une coopération est menée avec 80 organisations internationales de promotion des investissements et chambres de commerce de 37 pays. Par exemple, AZPROMO coopère avec la représentation commerciale de la fédération de Russie en Azerbaïdjan, la Société financière internationale, la Banque mondiale, la Banque européenne pour la reconstruction et le développement (BERD), TajInvest, Chambre de commerce du Qatar, Chambre de commerce de Turquie, Chambre de commerce Afrique du Sud, Chambre de commerce austro-azerbaïdjanaise, Chambre du commerce extérieur de Bosnie-Herzégovine, Chambre de commerce indienne PHD, Chambre de commerce de Bulgarie, Société jordanienne de développement des affaires, etc.
En septembre 2016, AZPROMO est devenu membre de la Chambre de commerce internationale de la Route de la Soie (SRCIC).
En décembre 2016, un protocole de coopération a été signé entre AZPROMO et la société turque TUV Austria Turk en termes de création d'un laboratoire de certification où les produits alimentaires et agricoles seront analysés.
En 2017-2018, 24 missions commerciales ont été organisées à l'initiative d'AZPROMO.
En 2019, la Fondation a organisé 188 événements (140 en Azerbaïdjan, les 48 restants à l'étranger).
En 2020, les représentants d'AZPROMO ont participé à diverses expositions internationales: Worldfood 2020 à Moscou, troisième salon international d'importation de Chine à Shanghaï, Semaine verte 2020 en Allemagne, Prodexpo 2020 en Russie, Gulfood 2020 aux Emirats Arabes Unis.
Jusqu'à présent, le Fonds a effectué 33 missions d'exportation vers des pays étrangers dans le cadre du projet "Made in Azerbaijan".
Il est prévu d'augmenter les exportations du secteur non pétrolier à 3,6 milliards de dollars américains d'ici 2026.